# Eikonoklastes

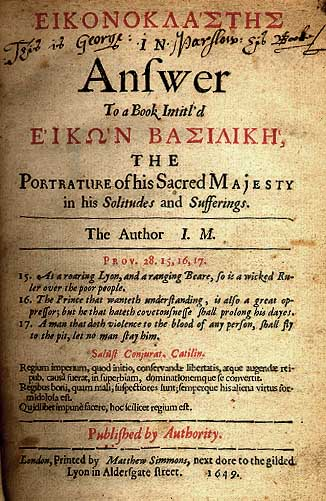
Titelpagina van Eikonoklastes.

Eikonoklastes is een boek van John Milton, uitgebracht in oktober 1649. In het boek verdedigt hij de executie van Karel I van 30 januari 1649. De titel van het boek is Grieks en betekent "iconoclast" oftewel "breker van de icoon (rolmodel)", het verwijst naar Eikon Basilike, een royalistisch propagandawerk. De vertaling van "Eikon Basilike" is "Koninklijk Icoon"; het werd direct na de executie gepubliceerd. Miltons boek wordt daarom meestal gezien als parlementaire propaganda, expliciet ontworpen als verdediging tegen de royalistische argumenten.